# ایساک ایلیچ روبین

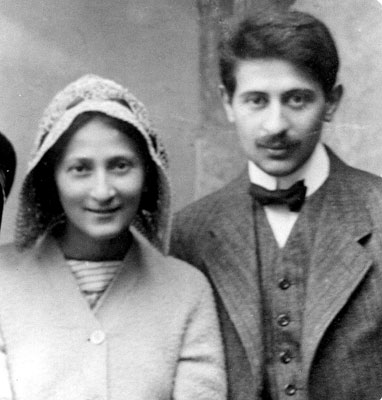
ایساک و پولونیا روبین، ۱۹۱۰

ایساک ایلیچ روبین (Isaak Illich Rubin) (به روسی: Исаа́к Ильи́ч Ру́бин) (۱۲ ژوئن ۱۸۸۶، در دوینسک، امپراطوری روسیه (فعلاً لاتویا) – ۲۷ نوامبر ۱۹۳۷، در آق‌تپه، قزاقستان SSR)، اقتصاددان مارکسیستی شوروی بود. اثر مهم او مقالات در رابطه با نظریهٔ ارزش مارکس در سال ۱۹۲۴ چاپ شد. او در سال ۱۹۳۷ میلادی در جریان پاکسازی بزرگ (Great Purge) اعدام شد، اما نظریات او از آن زمان بازسازی شده‌است.

## اوان زندگی
روبین در یک خانواده ثروتمند متولد شد، او قبل از انقلاب سال ۱۹۰۵ میلادی و زمانی که ۱۹ سال سن داشت، انقلابی شد. روبین در اول به بوند یهودی (Jewish Bund) و سپس به منشویک‌ها پیوست. او در سال ۱۹۲۴ میلادی از سیاست دشت کشیده خود را به مطالعات علمی اقتصادهای مارکسیستی وقف کرد و در سال ۱۹۲۶ میلادی به عنوان دستیار محقق به مؤسسه با پرستیژ مارکس-انگلز پیوست. ریاست مؤسسه مارکس-انگلز را دیوید ریازانوف به‌عهده داشت و جوزف استالین بر علیه او کینه‌توزی داشت.
کتاب مقالات در رابطه با نظریهٔ ارزش مارکس در سال ۱۹۲۴ میلادی منتشر شد. روبین قبل از این‌که دستگیر شود، همچنین کتاب‌های در مورد تاریخ اقتصاد و اقتصاد معاصر منتشر کرده و شیوه نوشتاری اقتصاد سیاسی کلاسیک را ویراستاری نمود.

## محکومیت و مرگ
روبین در ۲۳ دسامبر ۱۹۳۰ دستگیر شده و متهم به عضویت در دفتر اتحادیه منشویک‌ها، یک سازمان مخفی خیالی شد. روبین، که یک حقوقدان و اقتصاددان آموزش دیده بود، اولین بازجویان خود را فریب داده و اتهام نخست او لغو گردید؛ او پس از آن به زندانی در سوزدال منتقل گردید، جاییکه در سلول انفرادی نگهداری می‌شد و محکوم به محرومیت از خواب قرار گرفت.
در ۲۸ ژانویه ۱۹۳۱ روبین به سلول دیگری آورده شد، جاییکه به او یک زندانی دیگر نشان داده شده و گفته شد که اگر اعتراف نکند، زندانی را خواهند کشت. روبین انکار کرد و زندانی در پیش چشمانش به رگبار بسته شد. همان فرایند شب دیگر نیز تکرار گردید. پس از دومین رگبار، روبین با بازجواین خود در مورد «اعتراف» مذاکره کرد، آن‌ها از او می‌خواستند، تا استادش دیوید ریازانوف را که عضو مخفی توطئه منشویک بود، گرفتار سازد.
در محاکمه سال ۱۹۳۱ منشویک، روبین از موجودیت سازمان منشویک انکار کرد. هرچند او پذیرفت که بیانیه‌های کاذب در مورد مکاتبات ریازانوف و سایر منشویک‌های مخفی بدهد، ادعا کرد که این کار بر اساس «اعتماد بزرگ شخصی» صورت گرفته‌است نه بر اساس انضباط سازمانی. در نتیجه این عدم همکاری کامل با دادستان‌ها، روبین به پنج سال زندان محکوم شد. هرچند او تلاش کرد تا از ریازانوف در برابر بدترین مجازات محافظت کند، حالت «شکسته از لحاظ اخلاقی، ویران شده، تنزل یافته به یک حالت ناامیدی کامل» را تجربه کرد.
روبین بیشتر دوران زندان خود را در سلول انفرادی به سر برد که در آن جریان تا حد امکان به تحقیقات خود ادامه داد. زمانی که او مشکوک به ابتلا به سرطان بود، به بیمارستان انتقال داده شده و ترغیب شد تا اگر بیشتر اعتراف کند تداوی بهتری از او صورت خواهد گرفت، اما او این پیشنهاد را رد کرد. در سال ۱۹۳۴ او با تخفیف مجازات آزاد شده و در آکتیوبینسک، قزاق SSR اجازه داده شد تا به عنوان یک برنامه‌ریز اقتصادی کار کند.
روبین در جریان پاک‌سازی بزرگ در ۱۹ نوامبر ۱۹۳۷ یک‌بار دیگر دستگیر گردید. پس از این دستگیری او دیگر زنده دیده نشد. او در ۲۵ نوامبر ۱۹۳۷ به اتهام توطئه تروتسکیستی اعدام گردید.

## نظریهٔ ارزش روبین
اثر اصلی روبین بر اهمیت نظریهٔ بت‌انگاری کالای مارکس در نظریهٔ ارزش کار تمرکز داشت. روبین در برابر آن‌هایی که علاقه اولیه مارکس به از خود بیگانگی (alienation) را با نظریه اقتصادی بعدی او در تقابل قرار دادند، استدلال کرد که کار پخته اقتصادی مارکس اوج پروژه زندگی او را نشان می‌دهد تا بفهمد که چگونه قدرت خلاق انسان توسط ساختارهای اجتماعی شکل می‌گیرد، تعریف می‌شود و محدود می‌شود که یک شکل اقتصادی منحصر به فرد «عینی» تحت کاپیتالیسم را به‌خود می‌گیرد. روبین به‌طور قابل توجهی در تلاش است تا استدلال کند که تولید کالاهای ساده یک پدیده تاریخی است که به کاپیتالیسم توسعه یافته‌است، چیزی که هم مارکسیست‌ها و هم منتقدین مارکس به آن باور بودند؛ از سوی دیگر این یک نزاع نظری است که یکی از جنبه‌های اقتصاد کاپیتالیستی کاملاً توسعه یافته را توضیح می‌دهد. مفهوم ارزش، آن‌طوری که روبین دانسته‌است، نمی‌تواند بدون سایر عناصر یک اقتصاد تمام عیار کاپیتالیستی وجود داشته باشد: پول، سرمایه، موجودیت پرولتالیا وغیره.

## تأثیرات و میراث
اثر روبین پس از ۱۹۲۸ میلادی هیچگاه در اتحاد شوروی منتشر نشد، اما در سال ۱۹۷۲ میلادی مقالات در مورد نظریهٔ ارزش مارکس توسط فریدی پرلمن و میلوس سامارزیجا به انگلیسی ترجمه شد. این اثر سنگ تهداب رویکرد «شکل ارزشی» به نظریهٔ مارکسیستی تبدیل شد که نمونه‌های آن توسط هانس-گیورگ باکهاوس، کریس آرتور، گیرت ریوتن و گروه «کونستانز-سدنی» (مایکل الدرد، مایک روت، لوسیا کلایبر و وولکبرت روت) بیان گردید. در این تعبیر مارکس، «این توسعه انواع تبادلاتی است که به عنوان تعیین‌کننده اصلی اقتصاد سیاسی تلقی می‌شود نه محتوای تنظیم شده توسط آن». کاپیتالیسم این‌جا به عنوان یک متود تنظیم‌کننده نیروی کار بشری، با دادن شکل اجتماعی به کالاهای قابل تبادل («شکل ارزش»)، تا یک سیستم پنهان یا رازآلود که از نظر محتوا شبیه به سایر جوامع طبقاتی است، درک می‌شود.
به گفته آرتور، کشف مجدد «تفسیر استادانه» روبین «مهم‌ترین تأثیر واحد بر رویکرد شکل ارزش به سرمایه» بود.